# 赤石岳
赤石岳（あかいしだけ）は赤石山脈の長野県と静岡県にまたがる標高3,120.5 mの山である。南アルプス国立公園内にあり、日本百名山及び新日本百名山に選定されている。

## 概要
北岳・間ノ岳・悪沢岳に次いで、南アルプスで4番目の高さである。山頂には一等三角点（点名が「赤石岳」）が設置されており、一等三角点としては最高所のものとなっている。山頂直下の南に赤石岳避難小屋があり、約700 m北に小赤石岳のピークがある。
稜線の東側斜面にはいくつかの圏谷が見られ、これは日本国内では最南端の氷河の痕跡である。南西斜面には「ゴーロ帯」と呼ばれる岩石氷河の地形が見られる。山頂付近では線状凹地が見られる。山体は輝緑凝灰岩や火砕岩などから構成される。また、小赤石岳から赤石岳山頂にかけては森林限界のハイマツ帯で、多くの高山植物のお花畑が広がっていて、ライチョウの生息地となっている。山域にも分布する赤石山脈が和名の由来である「アカイシリンドウ」は、環境省レッドリストの絶滅危惧IB類（EN）の指定を受けている。亜高山帯には、ダケカンバ、シラビソ、トウヒ、ツガなどの原生林が広がる。ニホンカモシカ、ツキノワグマ、ニホンジカなどの哺乳類が生息する。静岡県側の周辺の山域は、特種東海製紙の井川社有林となっている。

## 山名の由来
山腹の南斜面は大井川支流の赤石沢の源流になっている。山名は赤石沢に多い山体の一部を構成する赤色のラジオラリアチャート岩盤に由来し、明治以降に称されるようになったとされている。なお、異説として山全体が他の山に比べて赤く見えることに由来するという説もある。
赤石山脈の名はこの山から転用されたものである。1820年（文政3年）の『駿河記』で「赤石嶽」と表記されていた。日本の天文学者の秋山万喜夫は、1999年2月5日に発見した小惑星に「赤石岳」と命名している。

## 登山
明治時代には地質学者のハインリッヒ・エドムント・ナウマン、植物学者の河野齢蔵、ウォルター・ウェストン、小島烏水などが登頂している。1957年（昭和32年）に第12回静岡国体の登山部門が南アルプスが会場になって以降、この山域への登山者が増加した。

### 歴史
- 1879年（明治12年） - 内務省陸地局の梨羽晴起と寺沢正明らが測量登山が行われた[16][17]。
- 1886年（明治19年） - 堀本丈吉が赤石岳への登山道を開拓し[17]、1901年（明治34年）から1902年（明治35年）頃まで、多くの講中登山が行われた[4]。
- 1891年（明治22年）9月2日 - 山頂に一等三角点が設置された[6][17]。
- 1892年（明治25年）8月19日 - 英国人のウォルター・ウェストンが小渋川からのルートで外国人として初登頂[16][18]。
- 1906年（明治39年） - 日本山岳会の小島烏水が「赤石山の記」（『山岳』第1年1号）でこの山を紹介した[4]。
- 1909年（明治42年）7月 - 小島烏水らが西山温泉から悪沢岳などを縦走して登頂。小渋川を経て小渋温泉へ下った[16]。
- 1926年（大正15年）夏 - 特種東海製紙の前身の一つ、東海紙料の創業者で大倉財閥の大倉喜八郎が、88歳の時に「自分の所有地の一番高いところに登りたい」と、約200人の人足を引き連れ、駕籠に担がれて、大名登山のごとく赤石岳に登頂した[14][19]。この登山にかかった経費は四万円で、2014年の通貨価値に換算すると1億円以上になる[19]。
- 1964年（昭和39年）6月1日 - 周辺の山域が南アルプス国立公園に指定される[3]。

### 登山ルート
各方面からの登山道が開設されている。
- 南アルプス縦走ルート - 赤石山脈の主稜線に沿った登山道。北側からは塩見岳、三伏峠、小河内岳、高山裏避難小屋、荒川中岳、荒川小屋、大聖寺平（だいしょうじだいら）、小赤石岳を経て赤石岳に致る。南側からは聖平、聖岳、兎岳、百間平、赤石岳岳避難小屋を経て、赤石岳に至る。
- 椹島ロッジ（さわらじま）からのルート - 椹島ロッジから千枚岳の南尾根の清水平、蕨段、駒鳥池を通り、千枚小屋、千枚岳、悪沢岳、中岳避難小屋、荒川中岳を経て荒川前岳で赤石山脈の主稜線に合流する。
- 赤石岳東尾根からのルート - 椹島ロッジから赤石岳東尾根（大倉尾根）の赤石小屋、富士見平、ラクダの背を経て小赤石岳と赤石岳との鞍部で赤石山脈の主稜線に合流する。
- 小渋川からのルート - 天竜川支流の小渋川を何度も渡渉し、広河原小屋、船窪を経て、大聖寺平で赤石山脈の主稜線に合流する。
- しらびそ峠からのルート - しらびそ峠から林道経由で天竜川支流の遠山川の北股沢の大沢渡を渡渉し、大沢山荘、唐松峠を経て大沢岳で赤石山脈の主稜線に合流する。

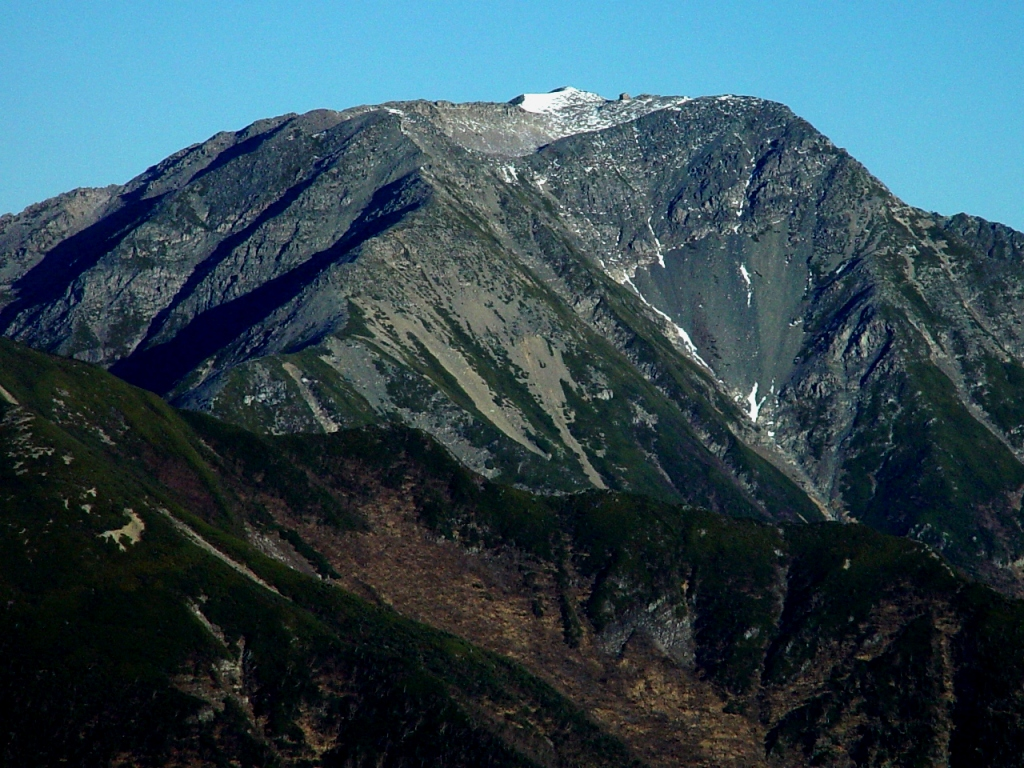
上河内岳から望む赤石岳、山頂部に赤石岳避難小屋がある

### 周辺の山小屋
南アルプスの南部の大部分は特種東海製紙の所有地となっており、多くの山小屋はすべて特種東海製紙の子会社である特種東海フォレストが運営管理している。畑薙第一ダムから椹島（さわらじま）ロッジ及び二軒小屋ロッジの登山口までの区間で、特種東海フォレストがリムジンバスを運行している。名目上は特種東海フォレスト経営の各宿泊施設の「送迎バス」という扱いになっている。大部分の山小屋で、営業期間外は、緊急避難用として、一部が開放されている。
| 名称           | 所在地                                   | 収容 人数 | キャンプ 指定地 | 備考         |
| -------------- | ---------------------------------------- | --------- | --------------- | ------------ |
| 赤石小屋       | 赤石岳の東尾根の富士見平の下             | 100       | テント15張      |              |
| 赤石岳避難小屋 | 赤石岳南の山頂直下                       | 40        |                 |              |
| 荒川小屋       | 荒川前岳と小赤石岳との鞍部               | 100       | テント30張      |              |
| 百間洞山の家   | 赤石岳と大沢岳との鞍部の百間洞上部       | 60        | テント20張      |              |
| 椹島ロッジ     | 大井川の東俣林道の標高1,120mの椹島登山口 | 200       | テント20張      | 入浴施設あり |
| 広河原小屋     | 小渋川の最上部の大聖寺平への尾根の取付   | 30        | テント5張       | 無人         |

## 地理

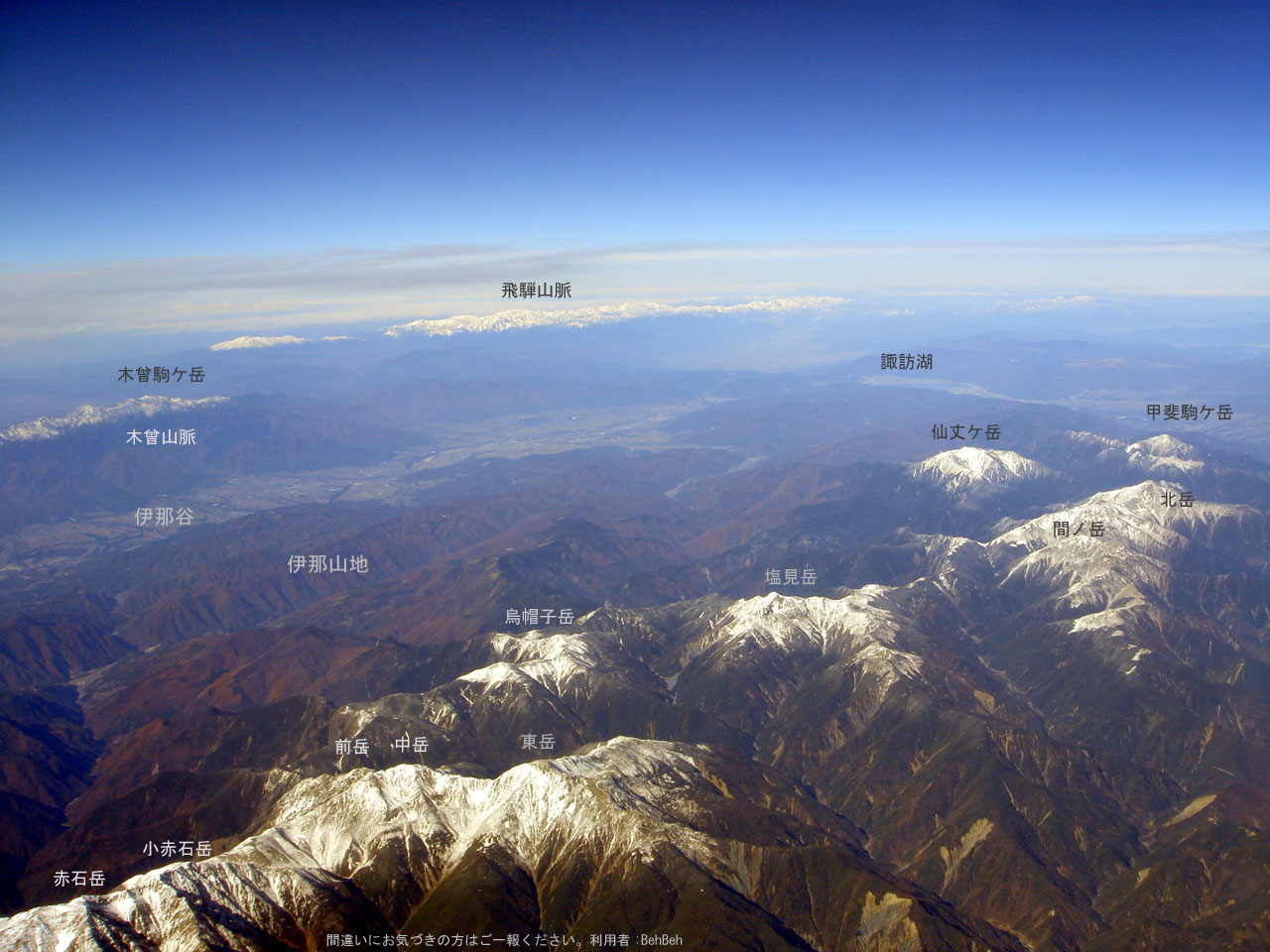
上空から望む南アルプス、左下に赤石岳

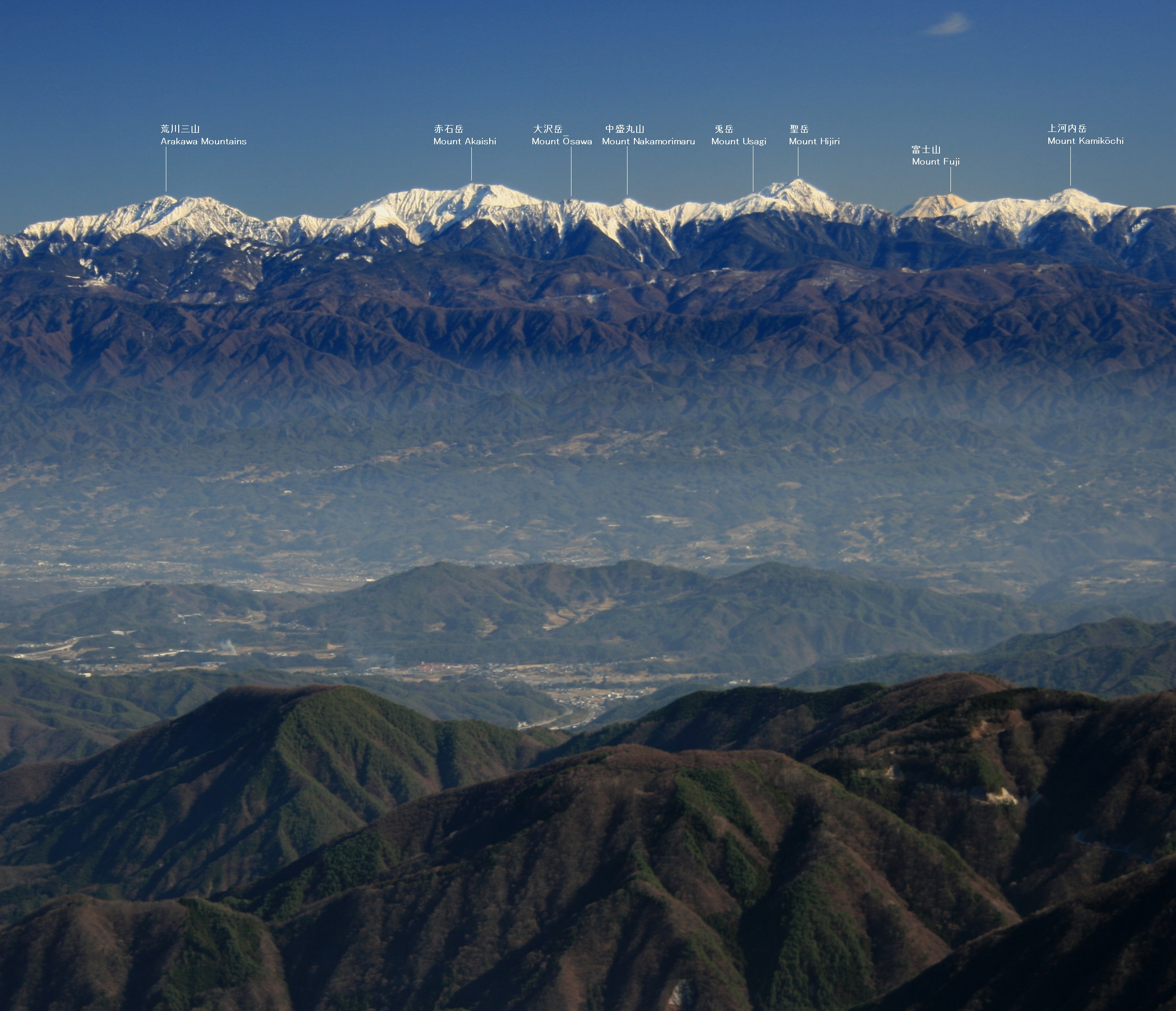
恵那山から望む南アルプス（左から荒川岳、赤石岳、大沢岳、中盛丸山、兎岳、聖岳、上河内岳）と富士山（聖岳と上河内岳との間の稜線越し）

日本で7番目に高い山であり、赤石山脈（南アルプス）で4番目に高い山である。

### 周辺の山
赤石山脈の主稜線の南部にある。北側から延びる主稜線は、山頂で西南西に向きを変え大沢岳へと延びる。山頂の北側0.7 kmには、小赤石岳（標高 3,081 m）の小ピークがある。北側にある荒川岳との鞍部は大聖寺平と呼ばれている。小赤石岳と赤石岳の間から東側に尾根（大倉尾根）が延びる。西側の大沢岳との間にある平坦な地点は百間平と呼ばれ、隆起準平原の地形が見られる。
| 山容                                                       | 山名     | 標高 (m) | 三角点等級 基準点名           | 赤石岳からの 方角と距離(km) | 備考                    |
| ---------------------------------------------------------- | -------- | -------- | ----------------------------- | --------------------------- | ----------------------- |
| 赤石岳から望む荒川三山（右端が悪沢岳）                     | 悪沢岳   | 3,141    |                               | 北北東 4.9                  | 日本百名山              |
| 荒川岳から望む小赤石岳                                     | 小赤石岳 | 3,081    |                               | 北北東 0.7                  |                         |
| 聖岳から望む赤石岳                                         | 赤石岳   | 3,120.53 | 一等 「赤石岳」               | 0                           | 日本百名山              |
| 赤石岳から望む山並み、左から兎岳、小兎岳、中盛丸山、大沢岳 | 大沢岳   | 2,819.84 | 三等 「大沢岳」               | 西南西 3.6                  |                         |
| 小兎岳から望む兎岳                                         | 兎岳     | 2,818    | （三等）「兎岳」 2799.80 m    | 南西 4.9                    |                         |
| 赤石岳登山道の東尾根（大倉尾根）から望む聖岳と兎岳         | 聖岳     | 3,013    |                               | 南南西 4.6                  | 日本百名山              |
| 奥聖岳から望む笊ヶ岳と富士山                               | 笊ヶ岳   | 2,629.39 | 二等 「笊ケ岳」               | 南南東 10.1                 | 日本二百名山            |
| 赤石岳からの雲海に浮かぶ富士山と朝焼け                     | 富士山   | 3,776.24 | （二等）「富士山」 3,775.63 m | 東 53.0                     | 日本の最高峰 日本百名山 |

### 源流の河川
以下の源流となる河川は、太平洋へ流れる。渓谷部にはイワナやアマゴなどが生息する。
- 小渋川 - 天竜川の支流。山頂の北西22.9 kmには、小渋ダムがある。
- 奥西河内、赤石沢 - 大井川の支流。山頂の南東6.6 kmには、赤石ダムがある。

### 交通・アクセス
- JR東海飯田線飯田駅の東南東31.2 kmに位置する[12]。
- 大井川鐵道井川線井川駅の北北西28.2 kmに位置する。
- 東側の大井川の左岸には森林開発用の静岡市道東俣林道が通り、そこから東南東山腹へと林道が延びている。静岡県道60号南アルプス公園線が畑薙第一ダムでこの林道に接続している。沼平のゲートから北側は一般車両の乗り入れが禁止されている。周辺には登山者用の沼平駐車場と畑薙夏期臨時駐車場がある。沼平から椹島ロッジ及び二軒小屋まで登山シーズン中、宿泊者向けのリムジンバスが運行されている。
- 長野県道253号赤石岳公園線が、西側山麓の長野県下伊那郡大鹿村側大河原の国道152号から赤石岳公園まで延びている。周辺に小渋温泉がある。

## 赤石岳の山容

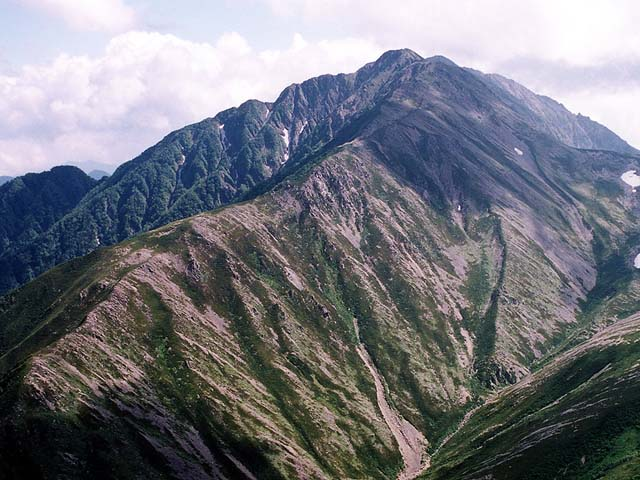
荒川岳から望む赤石岳
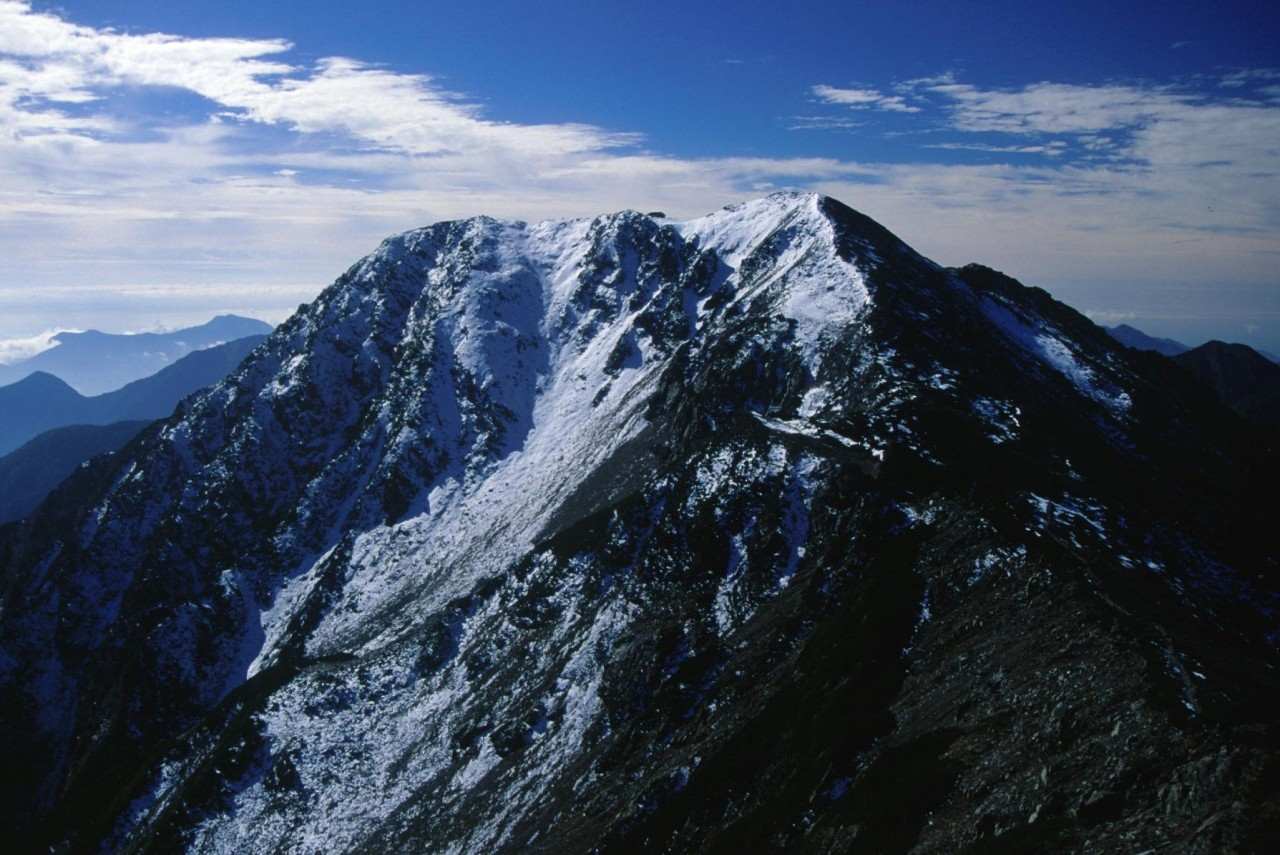
小赤石岳から望む赤石岳
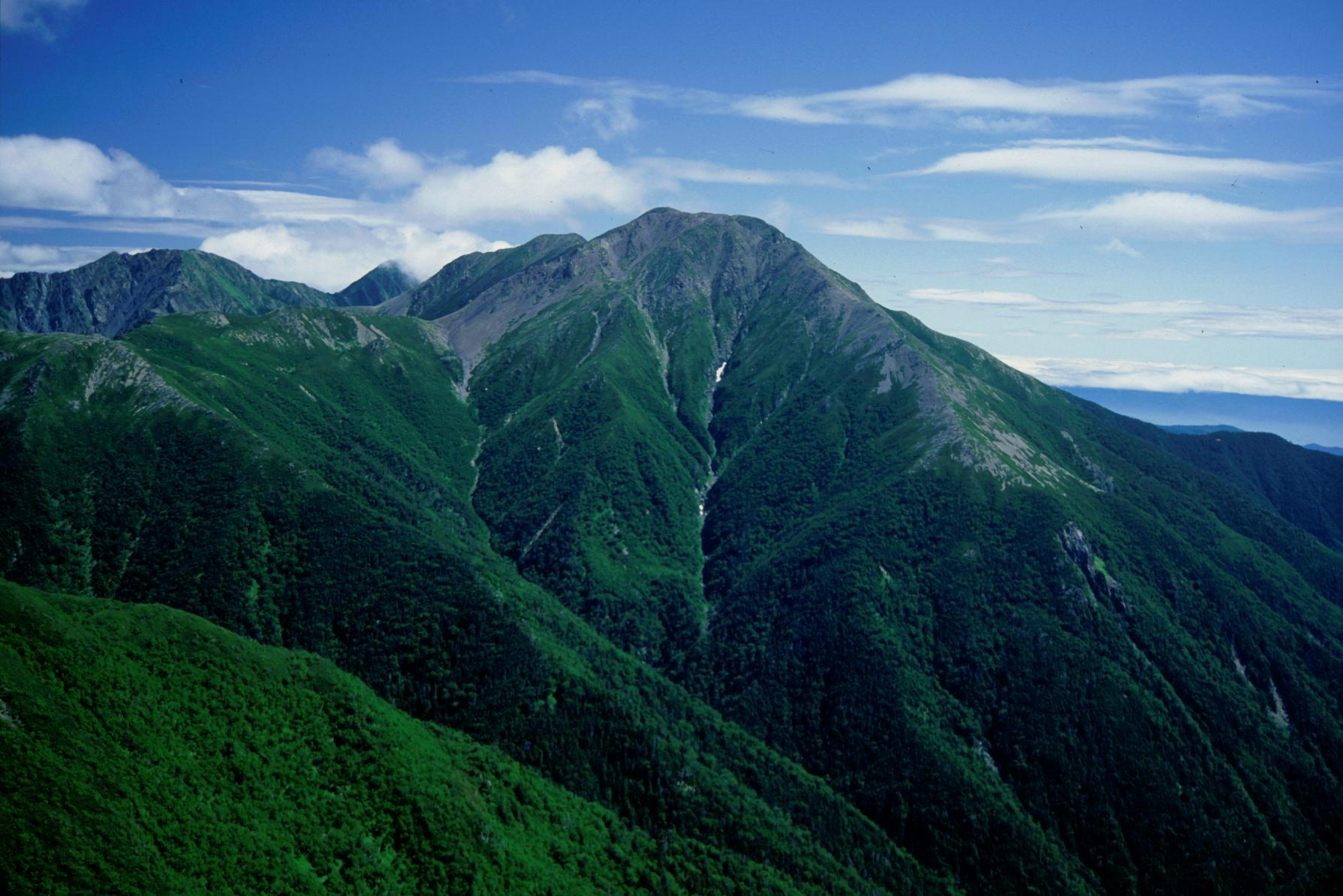
兎岳から望む赤石岳
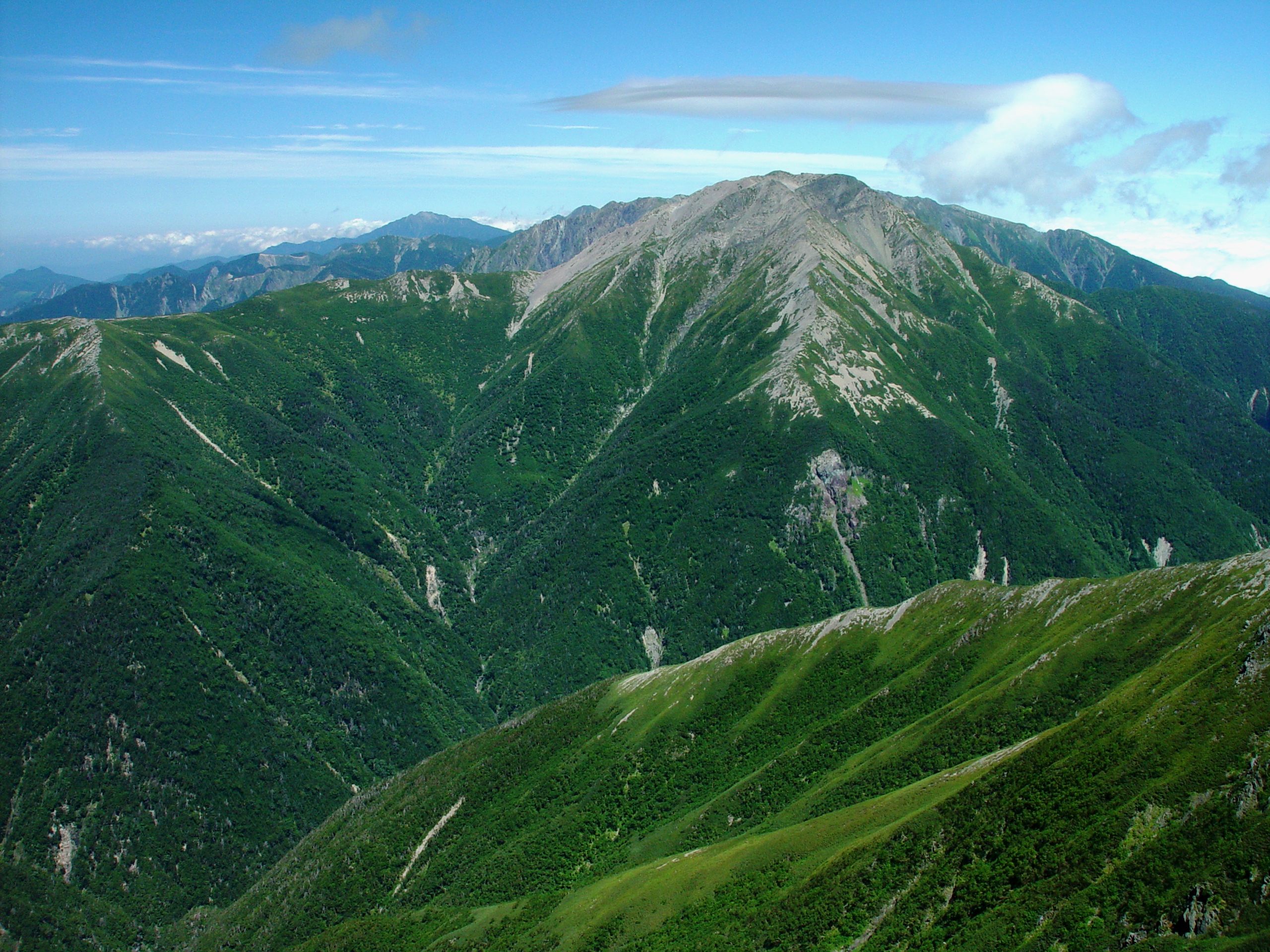
聖岳から望む赤石岳
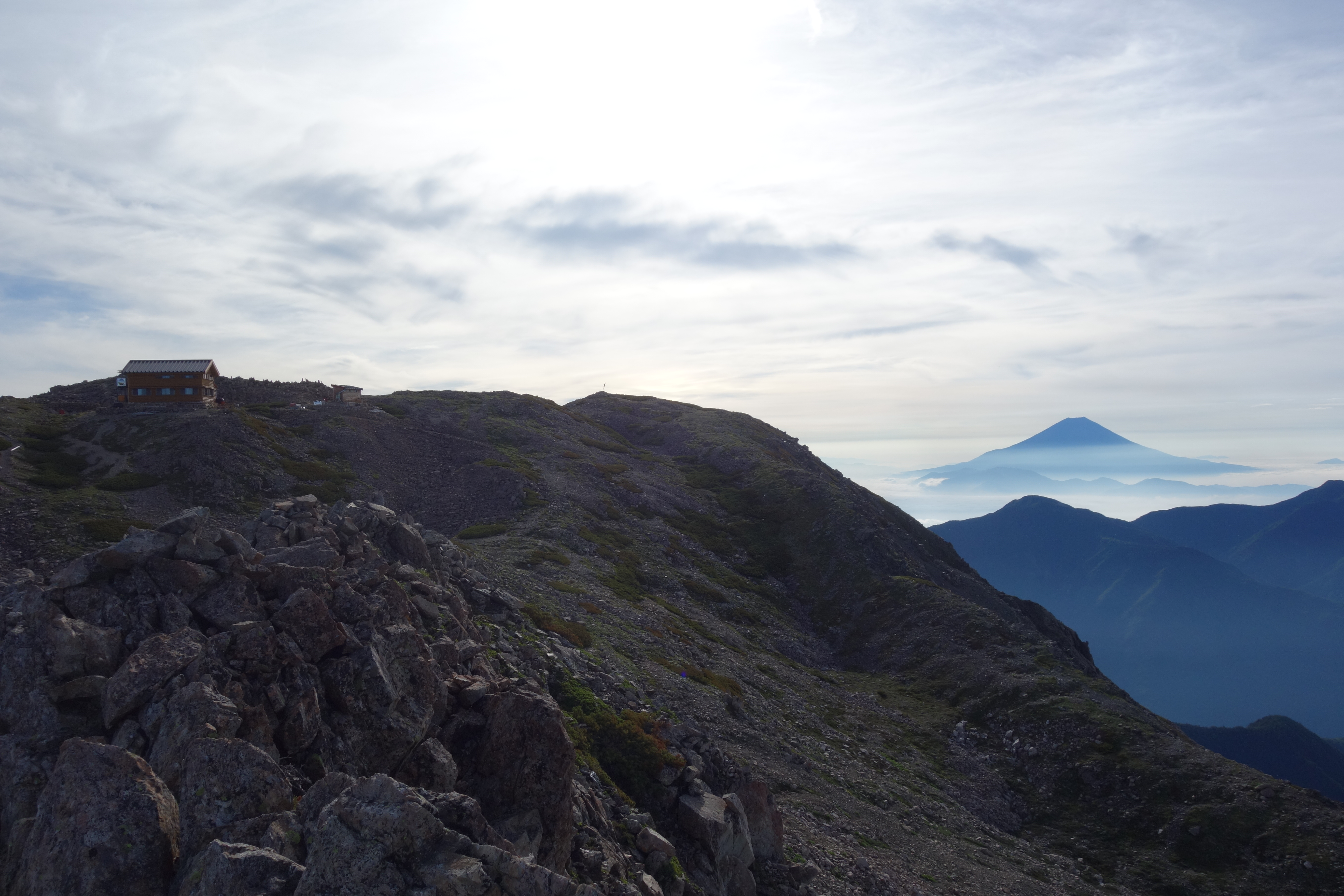
赤石岳山頂と富士山

## 赤石岳登山

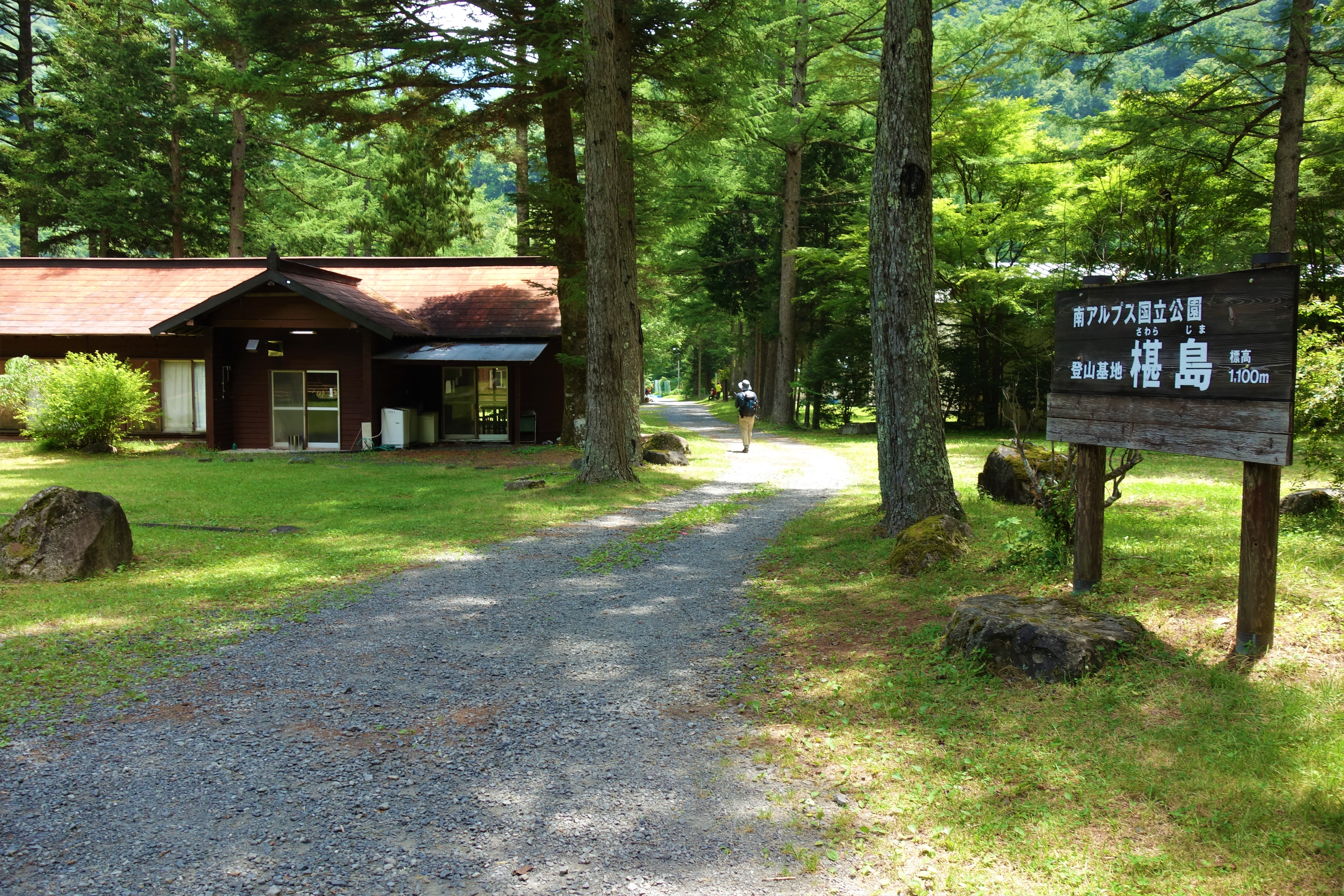
登山口となる椹島
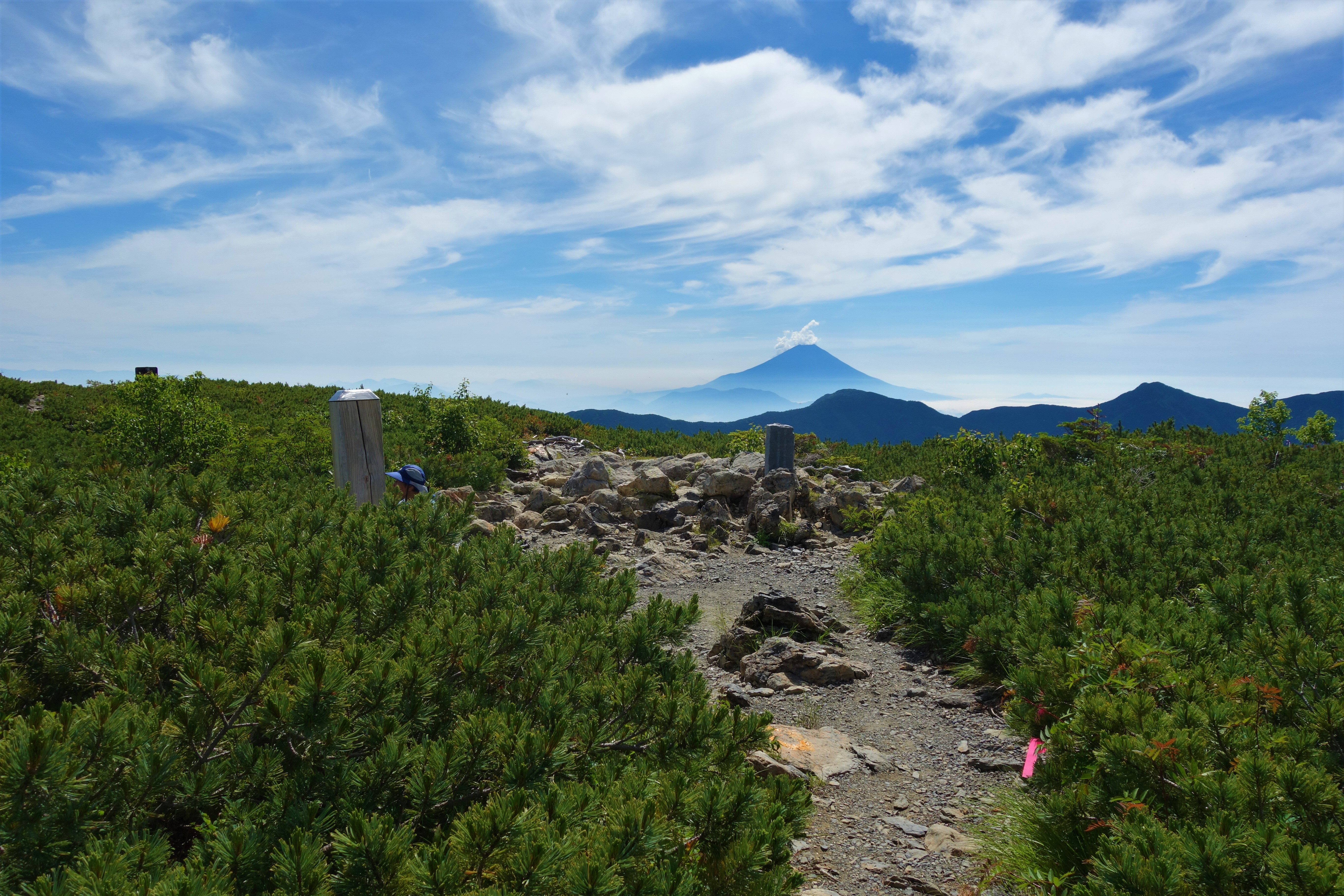
富士見平にて
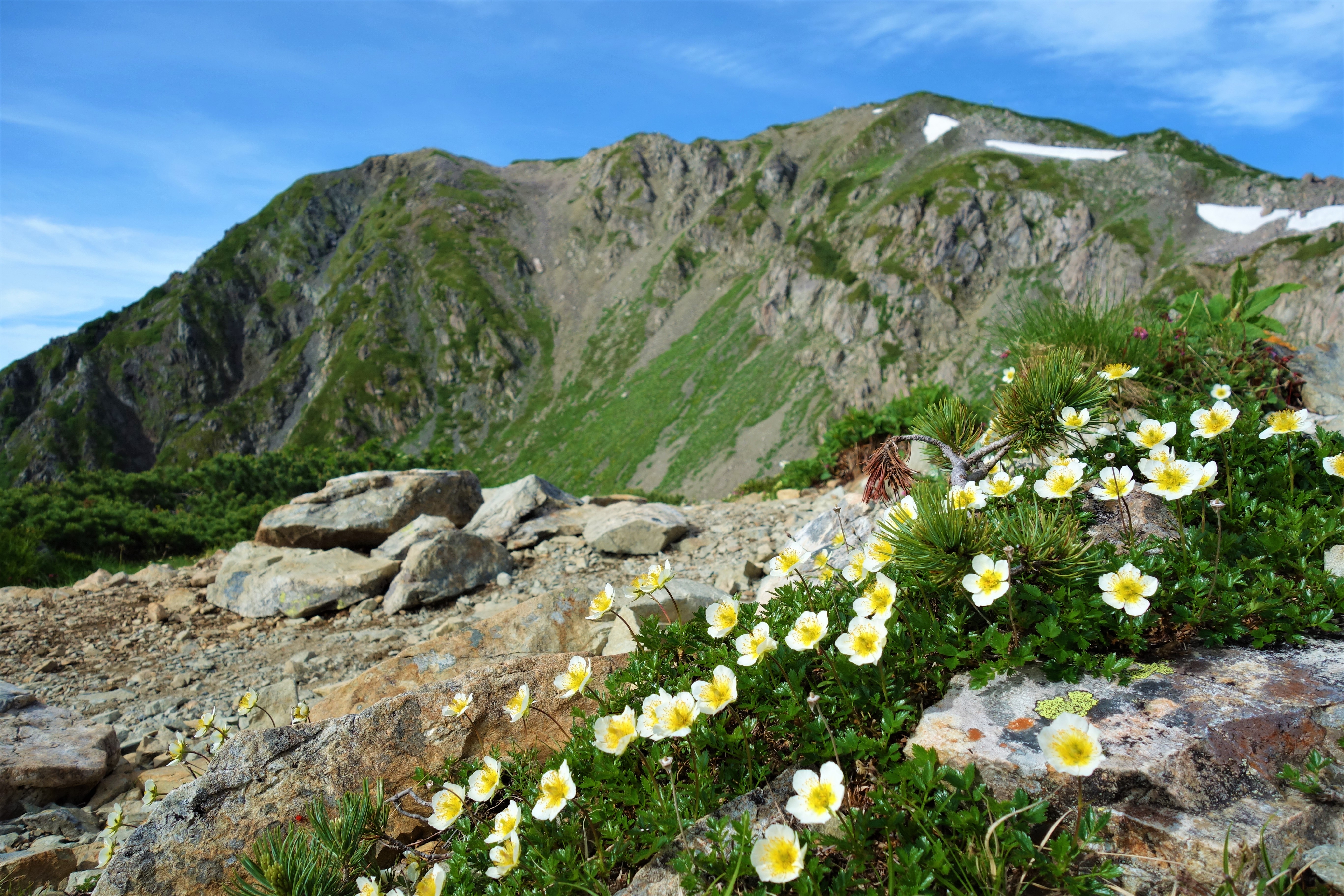
大倉尾根のチングルマ
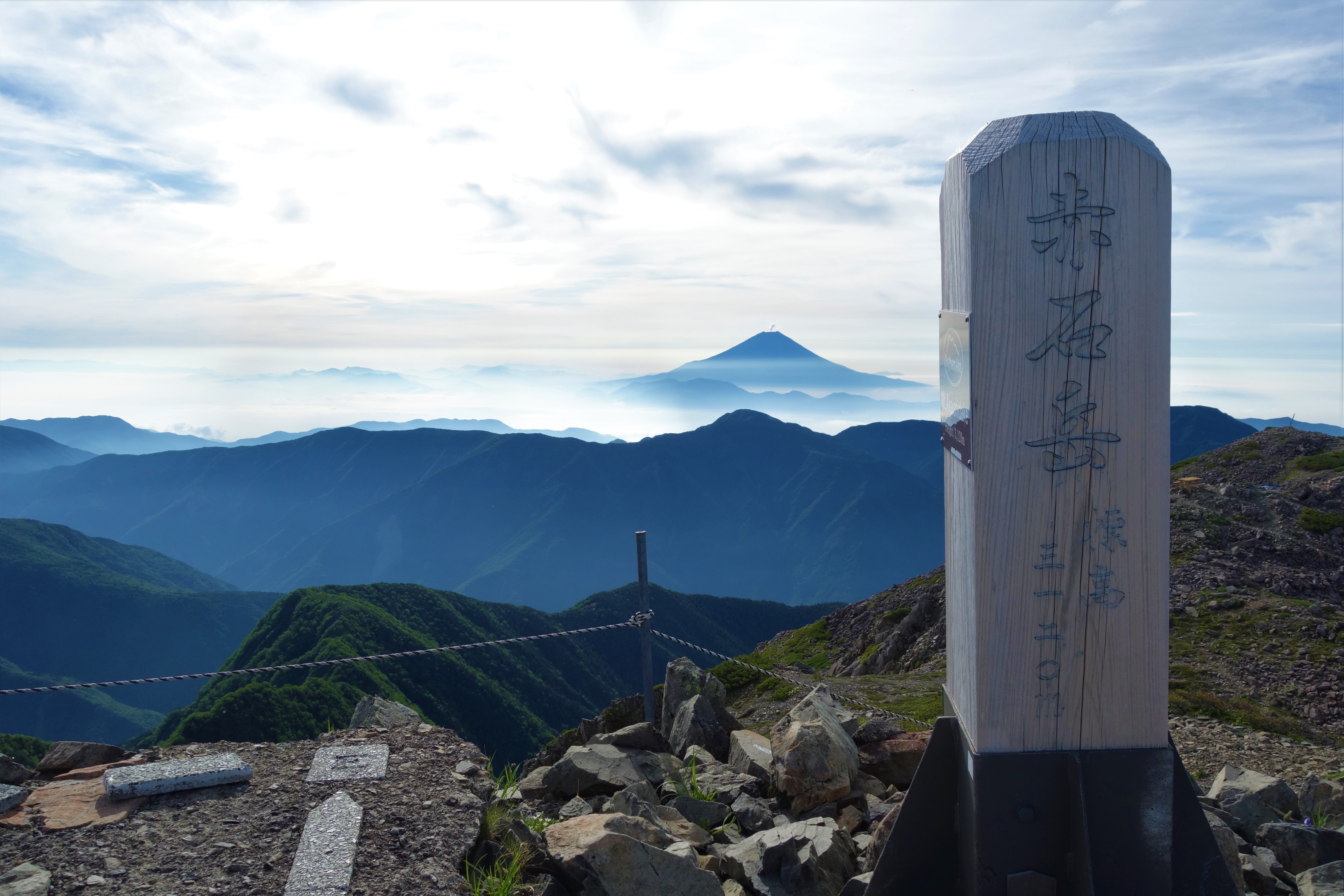
赤石岳山頂
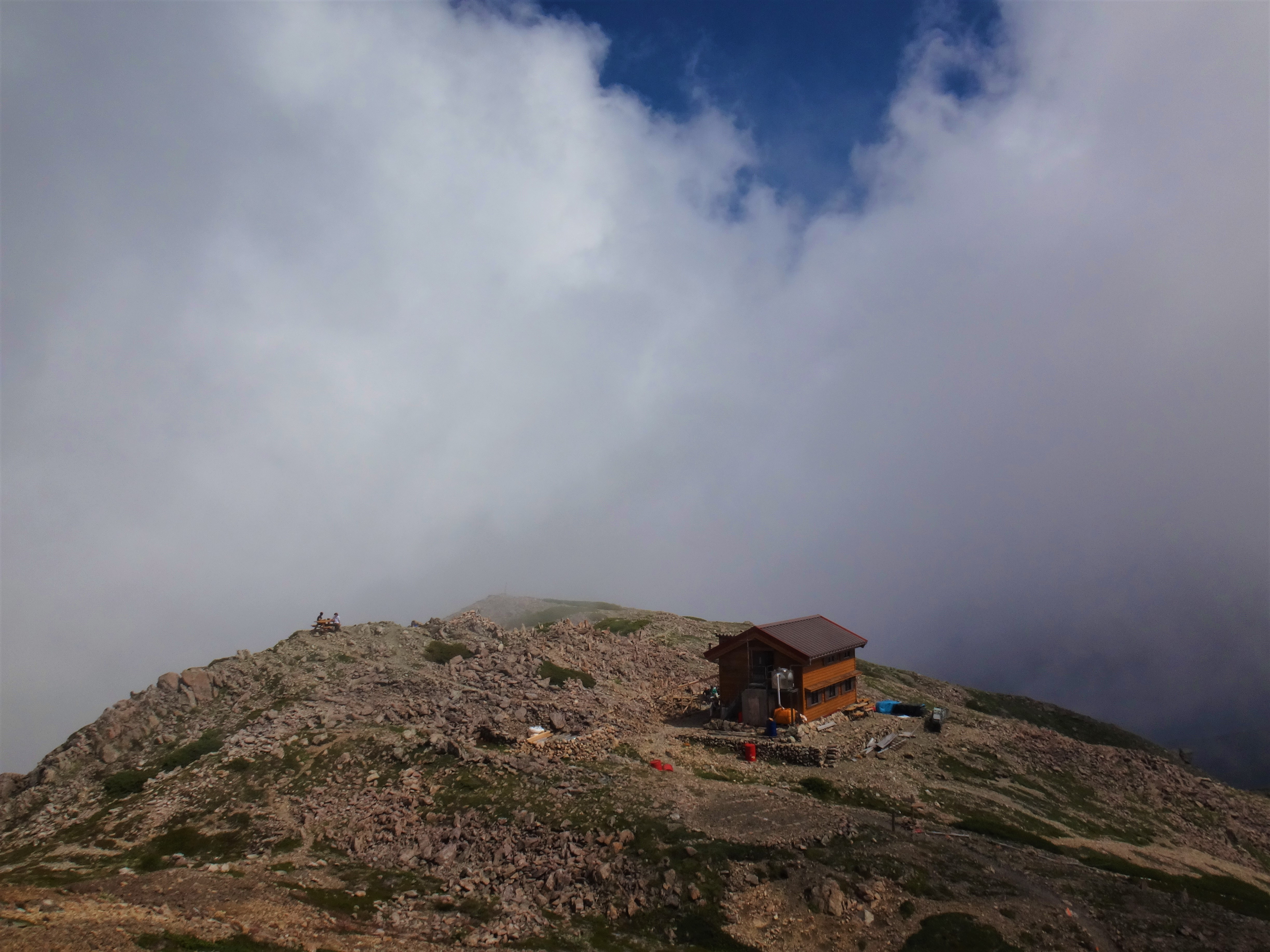
赤石岳山頂から赤石岳避難小屋
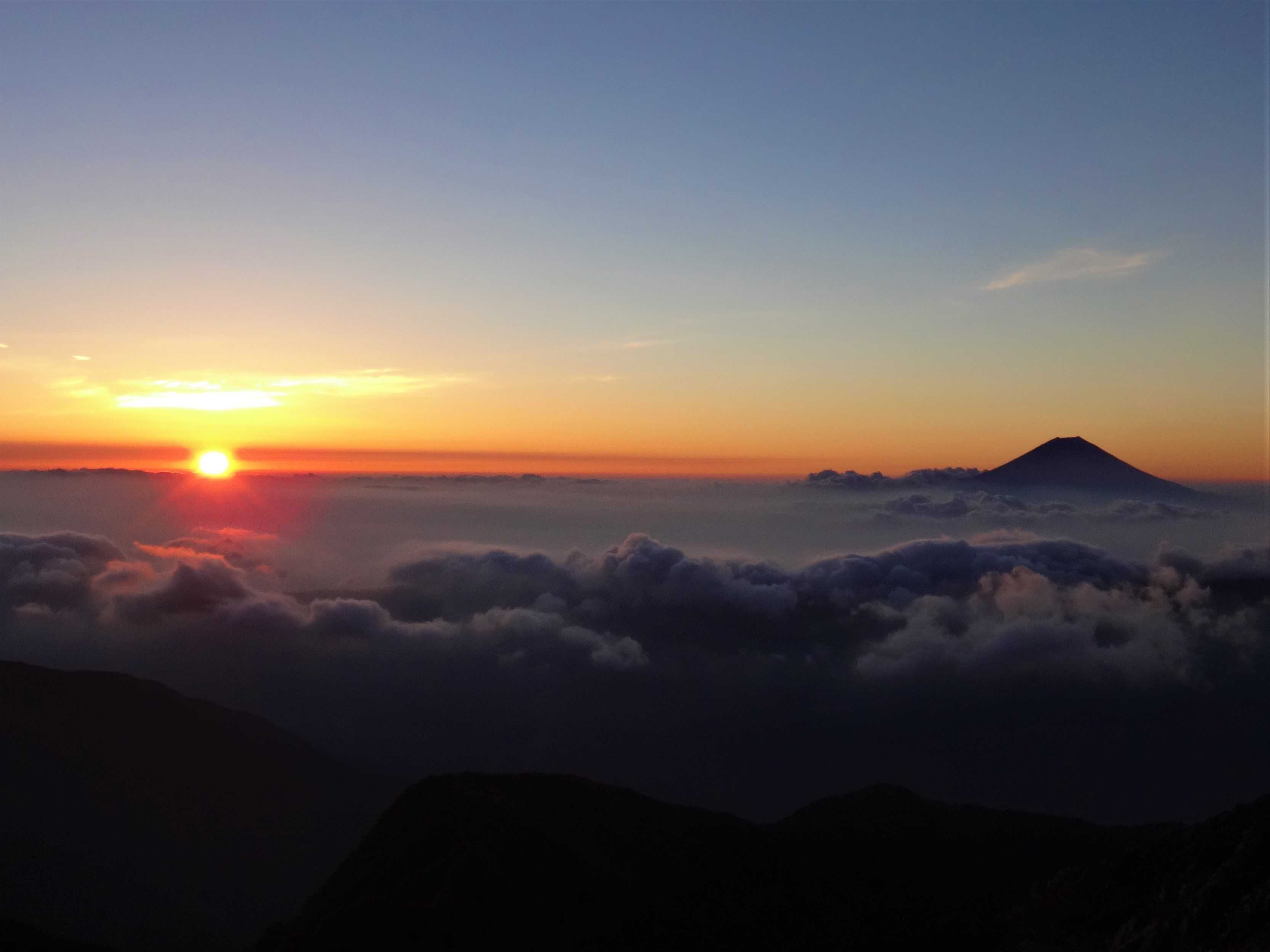
赤石岳からの日の出と富士山
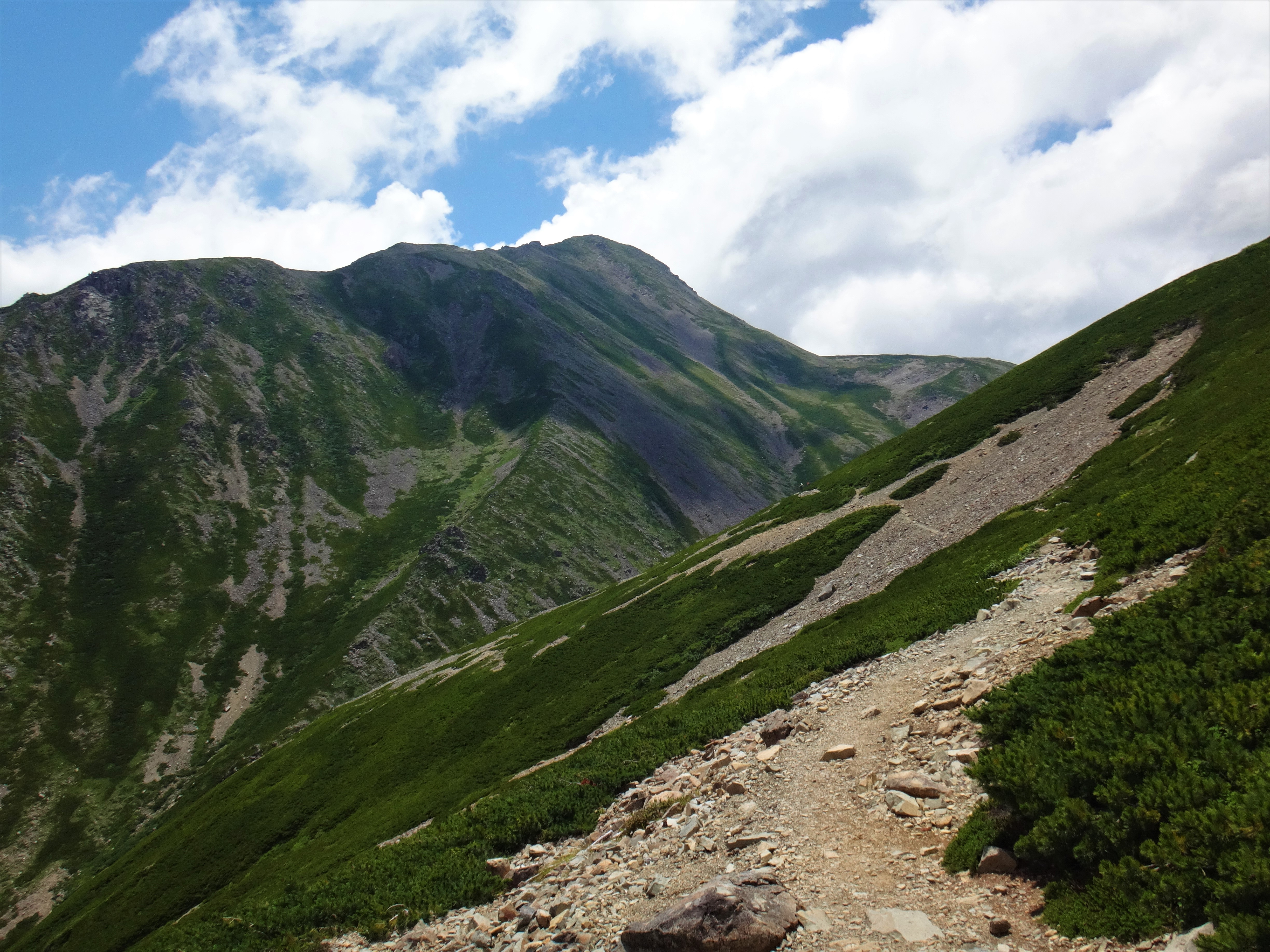
荒川小屋から赤石岳方面
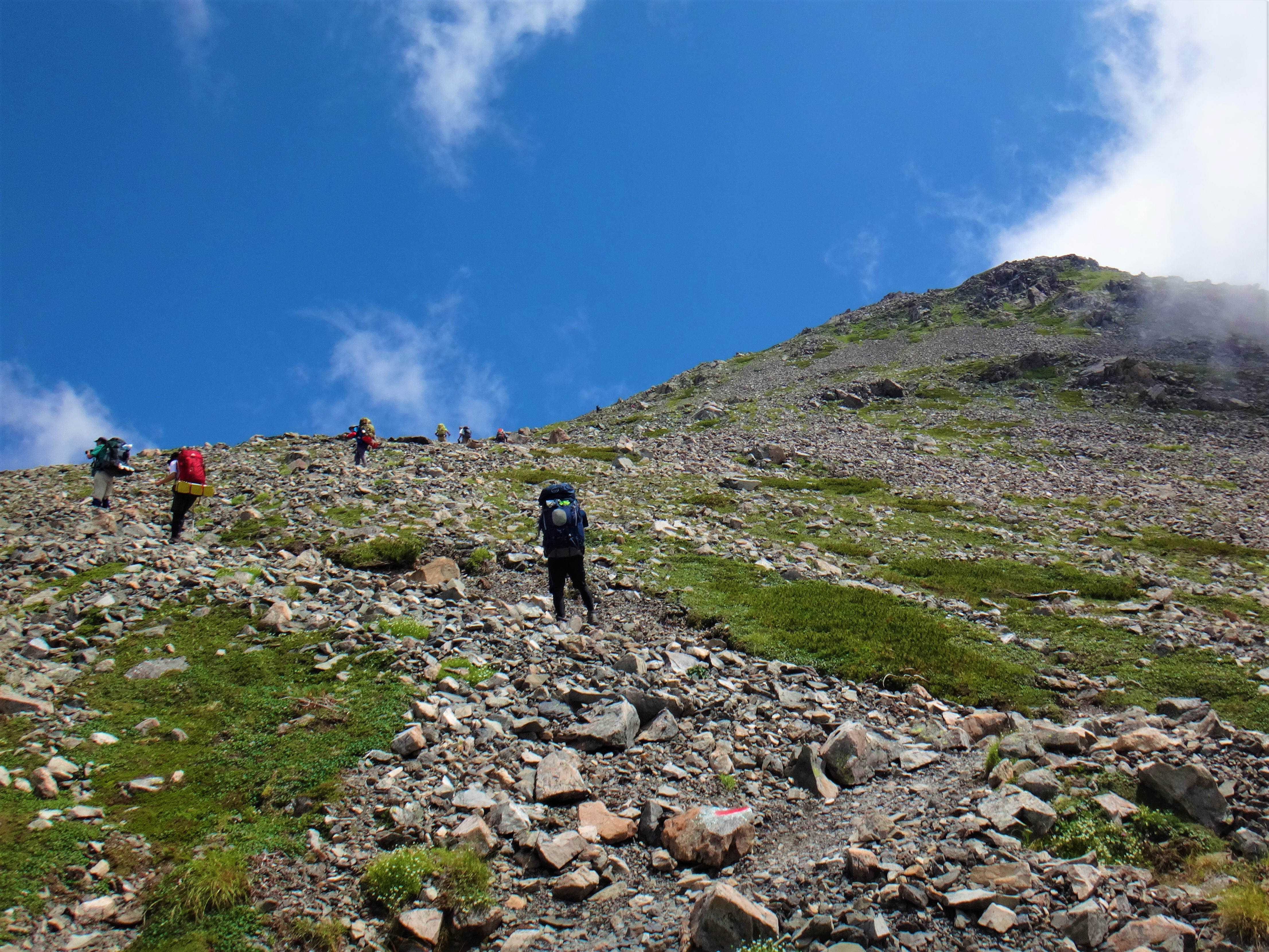
大聖寺平付近からの登り
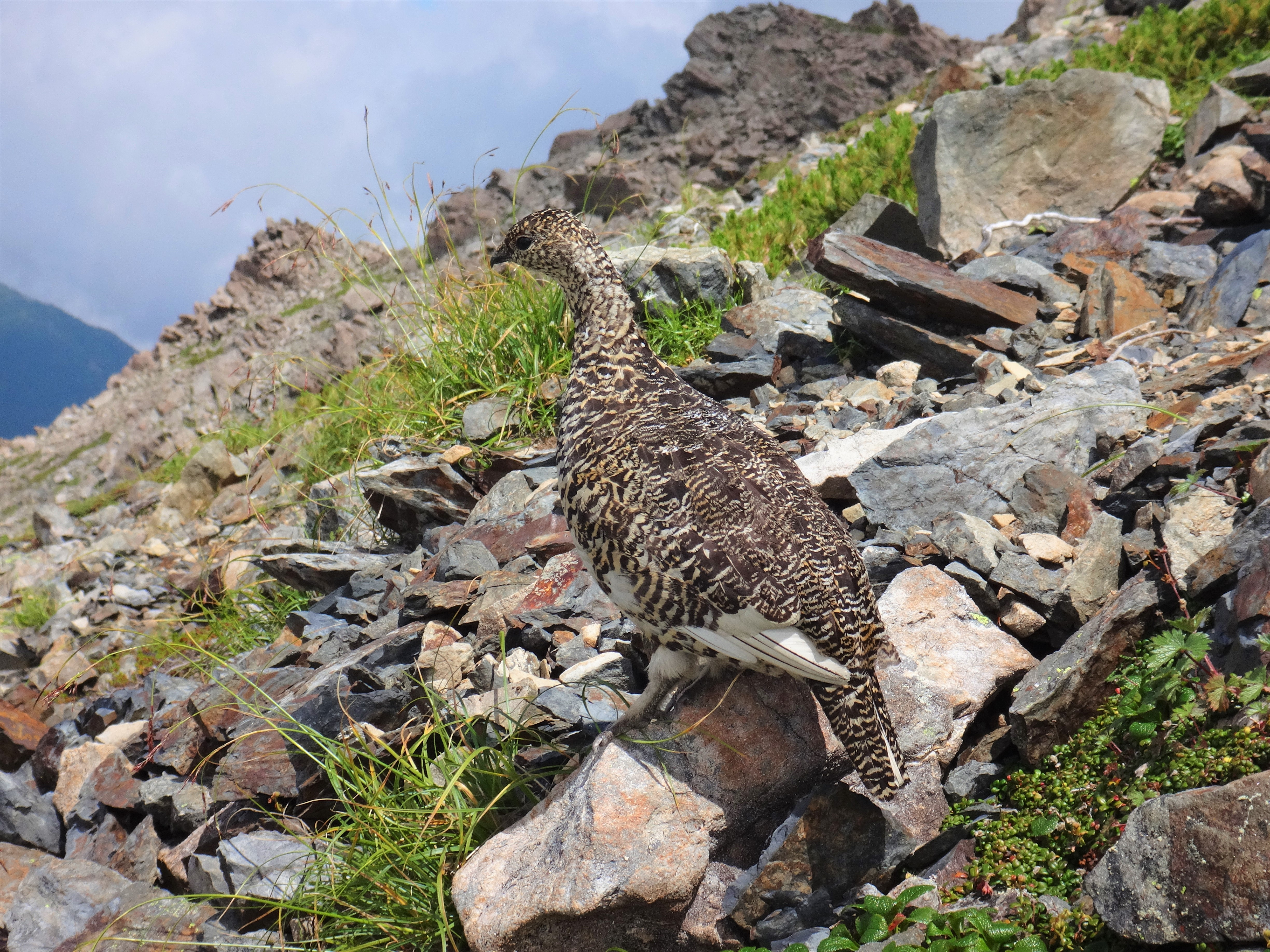
ダマシ平に現れた雷鳥
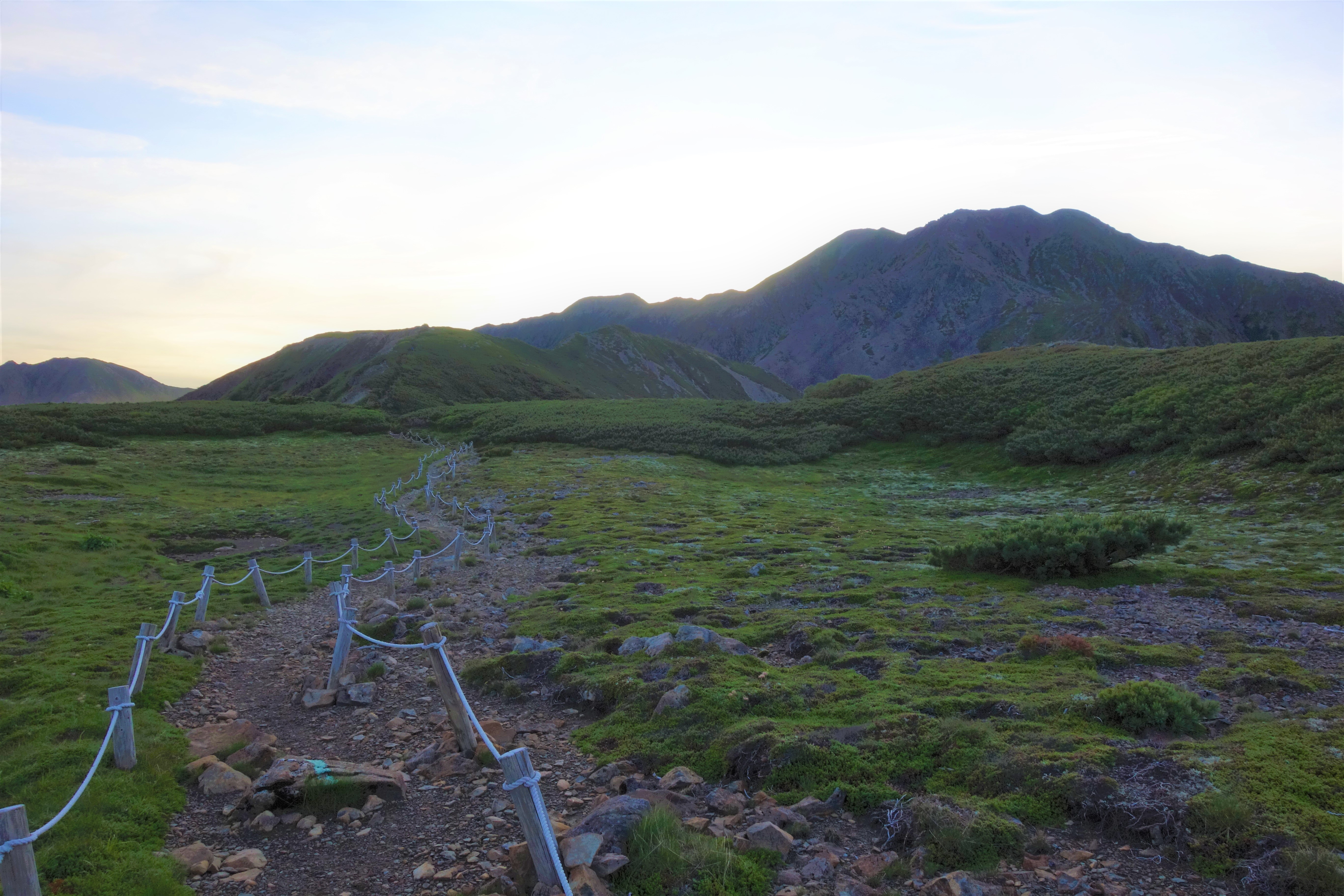
百間平からの赤石岳